# HD 81790
HD 81790，又名BD+56 1388，SAO 27271、HR 3747，是一颗恒星，视星等为6.45，位于銀經160.1，銀緯44.12，其B1900.0坐标为赤經9h 22m 38.8s，赤緯+56° 44.12′ 57″。